# Annie Lazor
Anne Denise Lanza (nacida Anne Denise Lazor; Detroit, 17 de agosto de 1994), más conocida como Annie Lazor, es una deportista estadounidense que compitió en natación, especialista en el estilo braza. Está casada con el nadador brasileño Vinicius Lanza.
Participó en los Juegos Olímpicos de Tokio 2020, obteniendo una medalla de bronce en la prueba de 200 m braza. Ganó una medalla de oro en el Campeonato Mundial de Natación en Piscina Corta de 2018, en la misma prueba.
Se retiró de la competición en julio de 2023, para trabajar de asistente de entrenador en el equipo Florida Gators de la Universidad de Florida. Estudió el grado de Comunicaciones en la Universidad de Auburn.

## Palmarés internacional
| Juegos Olímpicos                    | Juegos Olímpicos | Juegos Olímpicos  | Juegos Olímpicos |
| Año                                 | Lugar            | Medalla           | Prueba           |
| ----------------------------------- | ---------------- | ----------------- | ---------------- |
| 2020                                | Tokio (Japón)    | Medalla de bronce | 200 m braza      |
| Campeonato Mundial en Piscina Corta |                  |                   |                  |
| Año                                 | Lugar            | Medalla           | Prueba           |
| 2018                                | Hangzhou (China) | Medalla de oro    | 200 m braza      |